# فلاديمير غيريرو
فلاديمير غيريرو هو لاعب كرة قاعدة دومينيكاني، ولد في 9 فبراير 1975 في Don Gregorio, Dominican Republic ‏ في جمهورية الدومينيكان.

## وصلات خارجية
- فلاديمير غيريرو على موقع دوري كرة القاعدة الرئيسي (الإنجليزية)
- فلاديمير غيريرو على موقعبيزبول رفرنس.كوم (الدوري الرئيسي) (الإنجليزية)
- فلاديمير غيريرو على موقعبيزبول رفرنس.كوم (الدوري الثانوي) (الإنجليزية)
- فلاديمير غيريرو على موقع إي إس بي إن.كوم (أم.أل.بي) (الإنجليزية)
- فلاديمير غيريرو على موقع مشجعي الرسوم البيانية (الإنجليزية)
- فلاديمير غيريرو على موقع إن إن دي بي (الإنجليزية)